# Claude-François-Xavier Mercier de Compiègne
Pour les articles homonymes, voir Mercier.
 (mai 2019).
Si vous disposez d'ouvrages ou d'articles de référence ou si vous connaissez des sites web de qualité traitant du thème abordé ici, merci de compléter l'article en donnant les références utiles à sa vérifiabilité et en les liant à la section « Notes et références ».
Claude-François-Xavier Mercier, dit Mercier de Compiègne, né à Compiègne (Picardie) le 1er août 1763 et mort à Paris en 1800, est un écrivain, éditeur et compilateur français, connu surtout pour ses ouvrages satiriques et libertins.

## Biographie
Secrétaire du chevalier de Jaucourt jusqu'à la mort de ce dernier en 1779, Mercier de Compiègne fut placé comme commis dans les bureaux de la Marine, puis, se trouvant sans ressources à la Révolution, il composa en hâte un grand nombre d'ouvrages et, pour les vendre, ouvrit une librairie.
Il ne manquait ni de talent ni, surtout, de facilité, et tournait agréablement les vers, dont il publia quelques pièces dans l’Almanach des Muses et les Étrennes d'Apollon. Comme auteur et éditeur, son nom est resté attaché à des contes et poèmes érotiques tels que Les Veillées du couvent, ou le noviciat d’amour et Le Bréviaire des jolies femmes, destinés à un public libertin. Mercier de Compiègne ne fit cependant jamais fortune : la Convention le porta sur la liste des gens de lettres à qui elle accordait des secours. Avant de mourir à l'âge de 37 ans, il fonda en 1800 une revue mensuelle, Le Furet littéraire, qui n'eut qu'un numéro.

## Publications
- Manuel des boudoirs, ou Essais érotiques sur les Dlles d'Athènes, ouvrage plus moral qu'on ne pense, tiré en partie du porte-feuille secret du secrétaire grec du scythe Anacharsis, 4 vol., 1787
- Mon serre-tête, ou les Après-soupers d'un petit commis, brochure comme il y en a tant, 1788
- La Fédération, ou Offrande à la liberté française, poème lyrique en un acte, 1790
- Rosalie et Gerblois, nouvelle historique, 1792
- Les Soirées de l'automne, 2 vol., 1792
- Isolime ou le bon génie, poème en prose, 1793
- La Bougie de Noël ou la Messe à minuit, comédie en deux actes, en prose, mêlée de vaudevilles, 1793
- Comment m'habillerais-je ? Réflexions politiques et philosophiques sur l'habillement français, et sur la nécessité d'un costume national, 1793 Texte en ligne
- Ismaël et Christine, nouvelle africaine, 1793
- La Vie, les amours, le procès et la mort de Marie Stuart, 1793
- Origine des puces. Le pucelage conquis : poèmes libres et autres pièces du même genre, 1793
- Le Despotisme, poème, et autres poésies patriotiques, 1794
- La Morale du deuxième âge, ou Idylles morales tirées des jeux de l'enfance, 1794 Texte en ligne
- Les Nuits d'hiver, variétés philosophiques et sentimentales, contes et nouvelles en prose et en vers (1794)
- Le Temple de la Liberté, poèmes, odes et chansons patriotiques, 1794-1795  Texte en ligne
- Les Concerts républicains, ou choix lyrique et sentimental, 1795
- Le Palmier, ou le Triomphe de l'amour conjugal, 1795
- Les Nuits de la Conciergerie, rêveries mélancoliques et poésies d'un proscrit, fragmens échappés au vandalisme, 1795 Texte en ligne
- Les Délassements d'un philosophe, almanach dédié à la Convention nationale, pour faire suite aux Étrennes poétiques et morales, 1795
- Gérard de Velsen, ou l'Origine d'Amsterdam, nouvelle historique en VII livres, 1795
- Opuscules philosophiques et poétiques du frère Jérôme, 1796
- Les Matinées du printemps, œuvres diverses, 2 vol., 1797
- La Sorcière de Verberie, nouvelles françaises, suivies d'historiettes intéressantes, 1798
- Lubies théologiques, 1798
- Éloge du pet, dissertation historique, anatomique, philosophique sur son origine, son antiquité, ses vertus, 1798. Réédition : Éd. Apolline, Paris, 2000.
- La Lyre d'Anacréon, choix de romances, vaudevilles, rondes de table et ariettes des pièces de théâtre les plus nouvelles, 2 vol., 1798-1799
- Manuel du voyageur à Paris, contenant la description des spectacles, manufactures, établissemens publics, jardins, cabinets curieux, etc., 1798-1799 Texte en ligne
- Le Bréviaire des jolies femmes, 1799
- Le Faux pas, ou La Morale au sucre, comédie en un acte, en prose, mêlée de vaudevilles, Paris, Théâtre de l'Ambigu-Comique, le 14 thermidor an 7.
- La Calotine, ou La tentation de St Antoine, poëme epi-cyni-satyri-héroï-comique et burlesque en 7 chants et en vers libres, 1800
- Éloge du sein des femmes, ouvrage curieux dans lequel on examine s'il doit être découvert, s'il est permies de le toucher, quelles sont ses vertus, sa forme, son langage, son éloquence, les pays où il est le plus beau et les moyens les plus sûrs de le conserver, s.d. Texte en ligne
- Momus redevivus, ou les Saturnales françaises, 2 vol., s.d.
- Les Veillées du couvent, ou Le noviciat de l'amour, poème érotico-satyrique, en prose et en cinq livres, s.d., Les Veillées du couvent, ou le Noviciat d’amour, À Saint-Cyr et à Paris, 5793 (1793)    (Wikisource),  Réédition : Séguier, Paris, 1995.

Traductions
- Johann Heinrich Meibom : De l'Utilité de la flagellation dans les plaisirs du mariage et dans la médecine et dans les fonctions des lombes et des reins, 1795
- Luigi Tansillo : Le Jardin d'amour, ou le Vendangeur, poème traduit littéralement de l'italien de L. Tansillo, 1797
- Auteurs divers : Éloges du porc, de la boue et de la paille et autres pièces traduites du latin, 1798